# 미나모토노 요리미쓰
미나모토노 요리미쓰(일본어: 源 賴光 미나모토노 요리미츠[*])는 일본 헤이안 시대의 유명한 지사(志士)이다. 라이코(らいこう)라는 음독 이름으로도 많이 알려져 있다. 진쥬후쇼군(鎭守府將軍)을 지낸 미나모토노 미쓰나카(源滿仲)의 아들로 어머니는 사가 겐지(嵯峨源氏)의 오미노카미(近江守) 미나모토노 슌(源俊)의 딸.
미쓰나카의 장자로 세이와 겐지(淸和源氏) 3대 당주이며, 아버지 미쓰나카가 처음으로 무사단을 형성한 곳인 셋쓰국 다다(多田, 지금의 일본 효고현 가와니시시 다다)의 땅을 상속받아, 그의 맏아들 대부터 시작된 셋쓰 겐지(攝津源氏) 집안의 시조가 되었다. 어머니가 다른 남동생으로 야마토 겐지(大和源氏)의 미나모토노 요리치카(源賴親), 후에 무가 겐지의 주류가 되는 가와치 겐지(河內源氏)의 미나모토노 요리노부가 있다.
오에 산(大江山)에서 패악을 저지르던 악귀(惡鬼) 슈텐도지(酒呑童子) 퇴치 전설의 주인공으로 유명하며, 긴타로(金太郞)의 전설과 맞물려 후대에 숱한 문학, 만화, 애니메이션 등의 소재가 되었다.

## 약력
탄생지는 훗날 그가 본거지로 삼은 다다라고도 하나 확실하지는 않으며, 아버지 미쓰나카는 덴엔(天延) 원년(973년) 무렵에는 헤이안쿄(平安京)의 사쿄(左京) 이치죠(一條)에 저택을 가지고 있었다(미쓰나카저滿仲邸). 아명은 분쥬마루(文殊丸). 초년시절을 다다에서 보낸 것으로 알려져 있다. 청년 시절의 경력은 확실하게 밝혀진 것이 없다. 같은 시대의 중급 귀족들처럼 20세 전후로 조정에 출사하여 아버지 미쓰나카처럼 당시 셋칸정치를 행하고 있던 후지와라 씨(藤原氏) 집안을 섬겨 관직을 얻고 재력을 쌓았을 것으로 보인다.
간나(寬和) 2년(986년) 무렵, 오키사다 친왕(居貞親王)이 황태자가 되었을 때 토구곤노다이진(東宮權大進)으로 임명되었다. 쇼랴쿠(正曆) 3년(992년)에는 비젠노카미(備前守)라는 지방관직에 임명되었지만, 직접 부임지에 가지는 않고 수도에 머물고 있으면서 요임(遙任)하는 형태였을 것으로 보인다. 토구다이신(東宮大進)으로 있었던 시기에는 조정의 의례나 전례 관련 연중행사에서 요리미쓰와 관련된 기록들을 찾아볼 수 있는데, 간파쿠(關白) 후지와라노 미치나가(藤原道長)가 주최한 경마 등에 참가하고 있었다. 《일본기략(日本記略)》에 의하면, 에이엔(永延) 2년(988년) 9월 간파쿠 후지와라노 가네이에(藤原兼家)가 새로 저택을 짓고 벌인 연회에 요리미쓰가 말 30마리를 예물로 보냈다는 기록이 있다. 990년, 간파쿠 가네이에의 장례에 즈음해 후지와라노 미치나가가 보인 행동에 감탄해 그를 측근으로서 따르게 되었다고 전해진다.
조호(長保) 3년(1001년)에는 미노노카미(美濃守)를 겸임했는데, 이것도 비젠노카미 때처럼 '요임' 형태의 임명이었는지를 알 수 있는 기록은 없고, 비젠노카미 때와는 달리 실제 부임지로 향하고 있었다고 생각된다. 같은 시기 오에노 마사히라(大江匡衡)가 미노와 이웃한 오와리노카미(尾張守)로 부임하게 되었는데, 양자가 부임하기에 즈음해 서신을 주고받고 있는 것으로 보아 친교가 있었다고 생각된다. 또, 마사히라의 아내 아카조메에몬(赤染衛門)이 요리미쓰의 모습을 읊은 단가를 남기고 있다.
다지마(但馬), 이요(伊予), 셋쓰(970년)의 카미를 역임하고, 사바노곤노카미(左馬權頭)에 관위는 정4위하가 되어, 고이치조 천황(後一条天皇)의 즉위에 즈음하여 청량전(淸凉殿)에 오르는 것이 허락되었다. 카미로 있으면서 모은 재산으로 이치조에 저택을 지었고, 때때로 간파쿠 미치나가에게 많은 선물을 보내며 인맥을 유지하는데 힘썼다. 당시 미치나가의 권세에 힘입어, 그 측근이었던 요리미쓰도 무문의 명장, '조정의 수호자'로 불렸고, 함께 셋칸케를 시중들며 무용이 뛰어났던 남동생 요리노부와 함께 후세의 겐지 융성의 주춧돌을 쌓아 올린 인물로 평가되고 있다.
간닌(寬仁) 원년(1018년) 3월에는 오에 산(大江山)의 이적(夷賊)을 추토(追討)하라는 칙명을 받들고 '요리미쓰 사천왕(賴光四天王)'이라 불리는 가신들을 포함한 여섯 명과 함께 셋쓰의 오에 산으로 이적 토벌을 떠났다. 이때의 이야기를 각색한 것이 유명한 '슈텐도지 퇴치' 이야기인데, 현재 교토의 나리아이지(成相寺)라는 절에는 당시 요리미쓰가 직접 올렸던 추토기원문서(追討祈願文書)가 남아 있다.
또한 가인(歌人)으로서도 이름을 얻어 《슈이와카슈(拾遺和歌集)》이래의 칙선(勅撰) 와카집(和歌集)에 모두 세 수의 와카가 수록되기도 했다.
사망 당시의 나이는 68세(혹은 74)였다.

## 인물

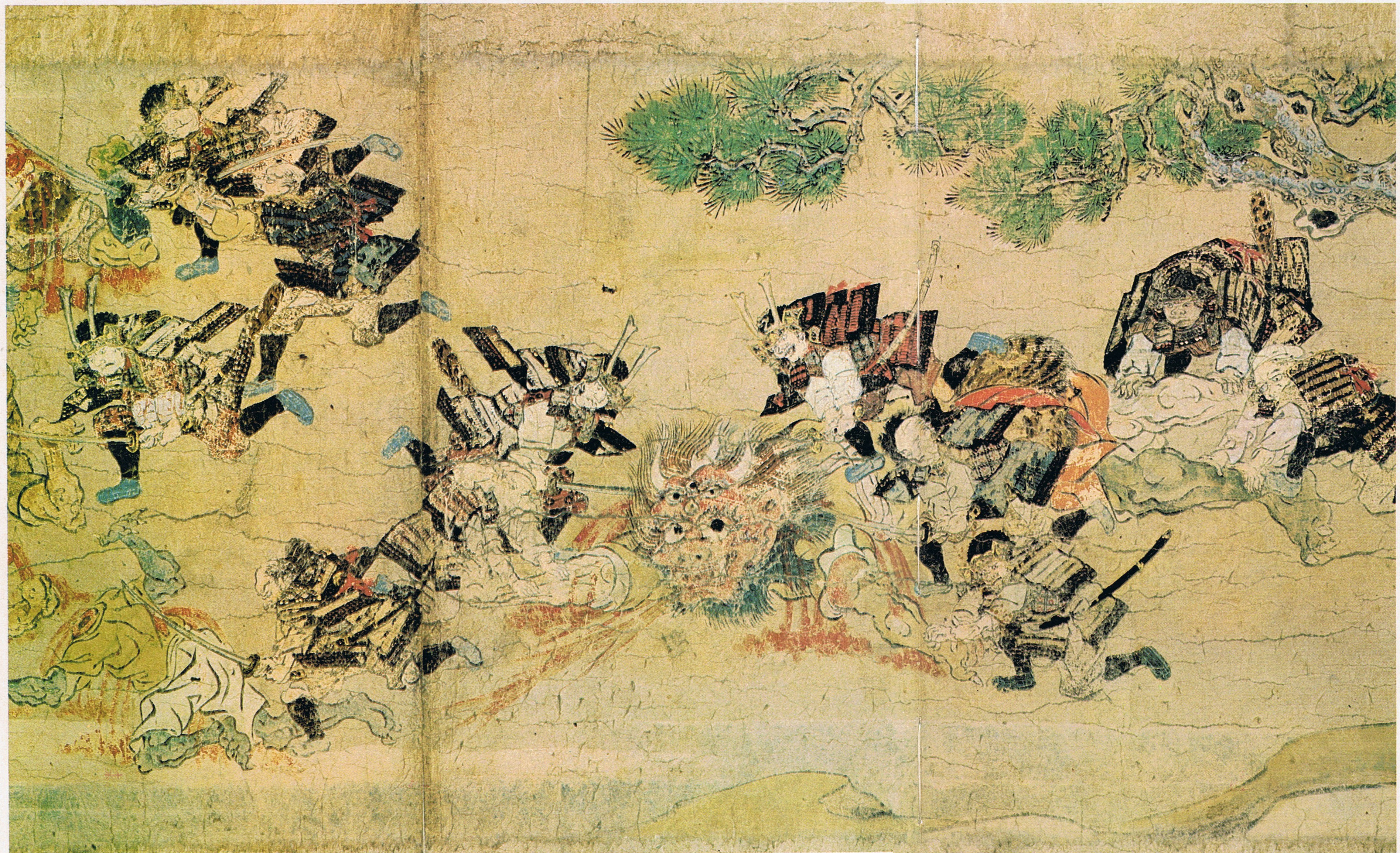
귀신을 퇴치하는 요리미쓰. 《오에 산 에마키(大江山繪卷)》 중에서.

아버지 미쓰나카가 셋쓰 국의 다다에 겐지 무사단을 형성하고 요리미쓰가 그것을 이어받아, 스스로는 셋칸케(攝關家)의 경호역 등을 맡기도 하는 등 무사로서의 성격도 부정할 수 없지만, 대체로 요리미츠는 '무사'라기보다는 후지와라 셋칸케의 케시(家司)라는 '귀족'으로서의 경향이 짙다. 한편 후세에 성립된 《곤쟈쿠모노가타리슈(今昔物語集)》나 《우지슈이모노가타리(宇治拾遺物語)》, 무로마치 시대에 성립된 《오토기조시(御伽草子)》 등에서는 단바 국(丹波國) 오에 산에서의 슈텐동자 토벌이나 쓰치구모(土蜘蛛, 땅거미) 퇴치 설화로도 잘 알려져 있다. 설화에서는 어머니의 일족인 사가 겐지(嵯峨源氏)의 와타나베노 쓰나(渡邊綱)를 필두로 한 요리미쓰 사천왕(賴光四天王)이나, 후지와라노 야스마사(藤原保昌) 등의 강한 가신이 있었다고 전해지고 있어서, 이는 요리미츠가 실제로 '무사'로서 '가신'을 데리고 있었던 사실을 반영하고 있다고도 생각된다. 또한 군담소설 《헤이케 이야기(平家物語)》에서는 역대 정병(精兵)의 한 명으로서 요리미쓰의 이름이 거론되고 있는 등, 요리미쓰에게서 무용적 인물상을 찾으려는 경향도 있다.

## 슈텐도지 퇴치 설화
슈텐도지(酒呑童子)는 일본 최강의 오니(鬼)라 불리며, 타마모노마에(玉藻前)로 유명한 백면금모구미호(白面金毛九尾狐), 원한을 품고 죽어 대텐구(大天狗)로 변해버린 스토쿠 상황(崇德上皇)과 함께 일본에서 '3대 악요괴(惡妖怪)'로 불리고 있다. 슈텐도지의 탄생에 대해서도 일본 각지에 여러 전승이 전해지고 있는데, 흔히 알려진 슈텐도지 퇴치담의 개요는 다음과 같다.
악귀 슈텐도지는 이바라키 도지(茨木童子)를 필두로 하는 많은 귀신을 이끌고 교토로 올라와, 오에 산을 거점으로 자주 교토에 출몰해, 젊은 귀족의 규수를 납치해 곁에서 시중들게 하거나 죽여서 먹어 치웠다. 악행을 일삼는 그를 보다 못한 천황의 명으로 미나모토노 요리미쓰와 그 가신인 '요리미쓰 사천왕'에 의해 토벌대가 결성되어, 아가씨의 피가 섞인 술이나 허벅지 살을 그 보는 앞에서 먹어보여서 슈텐도지를 안심시킨 뒤, 연회 도중에 요리미쓰가 신에게 투구와 함께 받은 술 신편귀독주(神便鬼毒酒)를 슈텐도지에게 먹이고, 몸을 움직일수 없게 될 정도로 잠든 그의 목을 베어 죽였다. 그러나 목이 잘린 뒤에도 그 목이 요리미쓰에게 달려들어, 그의 투구에 이빨 자국을 남겼다고 한다.
현재 교토의 나리아이지(成相寺)에는, 이 신편귀독주를 담았다고 전하는 사카토쿠리(酒德利)라는 잔이 소장되어 있다.

## 계보
- 아버지: 미나모토노 미쓰나카(源満仲)
- 어머니: 미나모토노 슌(源俊)의 딸
- 아내: 후지와라노 모토히라(藤原元平)의 딸
  - 장남: 미나모토노 요리쿠니(源賴國) - 관위는 정4위하, 구란도(蔵人)·사에몬노이(左衛門尉)·사누키노카미(讚岐守)·미노노카미(美濃守) 역임. 덴기(天喜) 원년(1058년) 무렵에 사망.
- 아내: 곤노주나곤(權中納言) 다이라노 고레나카(平惟仲)의 딸
  - 차남: 미나모토노 요리이에(源賴家) - 가인(歌人). 관위는 종4위하로 구란도(蔵人)·엣추노카미(越中守)·지쿠젠노카미(筑前守) 역임(《손피빈먀쿠》). 《고슈이와카슈(後拾遺和歌集)》 이하의 칙선 와카집에 모두 아홉 수의 와카가 실려 전한다. 생몰년 미상.
- 생모가 확실하지 않은 자녀들
  - 아들: 미나모토노 요리모토(源賴基) - 요리미쓰의 셋째 아들이라고 하나 또한 요리노리(賴範)의 아들이라는 설도 있다. 관직은 종5위하 지쿠고노카미(筑後守). 생몰년 미상.
  - 아들: 에이쥬(永壽) - 승려로 출가.
  - 아들: 미나모토노 요리아키(源賴昭)
  - 딸: 미나모토노 사이마사(源濟政)의 아내.
  - 딸: 오에노 기미스케(大江公資)의 아내.
  - 딸: 후지와라노 가네이에의 아들인 정2위 다이나곤(大納言) 미치쓰나(道綱)의 아내.
  - 딸: 미나모토노 스케미치(源資通)의 아내.
  - 양녀: 사가미(相模) - 헤이안 후기의 가인(998년?~1061년 이후)으로 중고(中古) 36가선(歌仙)의 한 사람이자 뇨보(女房) 36가선의 한 사람으로 꼽힌다. 어머니는 노토노카미(能登守) 요시시게노 야스아키(慶滋保章)의 딸. '사가미'라는 이름은 그녀의 두 번째 남편으로 사가미(相模) 국의 지방관이었던 오에노 기미스케(大江公資)의 부임지 이름에서 따온 것이다.

## 같이 보기
- 겐지 (씨족)
- 세이와 겐지
- 사가미 (시인)